# Горска детска градина
Горската детска градина е форма на предучилищното възпитание, която произхожда от скандинавските страни. В една горска детска градина се възпитават деца на възраст между три и шест години в непосредствен досег с природата.

## Предистория
Първата горска детска градина е основана в Дания през 50-те години на XX век от Ела Флатау. Идеята се зародила постепенно в резултат от честите излети, които тя предприемала с децата си в гората. Тази необичайна форма на отглеждането на деца предизвикала голям интерес у съседските семейства, които поискали децата им да бъдат възпитавани по същия начин. По тяхна инициатива била създадена първата горска детска градина.
След това идеята се разпространила и в останалите скандинавски страни.
В Германия първата горска детска градина е основана през 1968 от Урсула Зубе, но бива официално призната за предучилищна форма на обучение едва през 1993.

## Характеристика
Горската детска градина често бива наричана „Детска градина без таван и стени“. Основната разлика между нея и конвенционалните детски градини се състои в това, че децата и техните възпитатели прекарват целия ден на открито, в гората, на поляната или на плажа.
Дейностите се извършват при всякакви метериологични условия. Изключение правят такива, при които пребиваването на открито би могло да представлява опасност. В Германия съществува изискването в близост до горската детска градина да има отопляем подслон, в който децата и възпитателите да могат да се скрият при неблагоприятни метериологични условия. За тази цел могат да послужат отопляема каравана или хижа. 
В горската детска градина на децата не се позволява да играят с нормални играчки. Те могат да играят само с предметите, които предлага заобикалящата ги природа.
Големината на групата в горската детска градина е от 15 до 20 деца. За тях отговарят двама възпитатели.
Ако се абстрахираме от гореупоменатите особености, горските детски градини са нормални детски градини, в които децата биват обучавани и възпитавани по държавните изисквания.
Правната форма на една горска детска градина в повечето случаи е съюз, вписан в съюзния регистър на съответния районния съд. Педагогическият персонал е назначен от съюза. Горската детска градина се финансира от държавата, от благотворителност и от родителите. Понякога възпитателите могат сами да организират горска детска градина. За целта те сключват с родителите частноправни договори.

## Ефект от възпитанието в горските детски градини
Ежедневното пребиваване сред природата подпомага положителното развитие на детската моторика и възприятие в областите груба и фина моторика, координация, тактилна чувствителност и задълбоченото възприятие. Според едно научно изследване децата, които са посещавали горска детска градина, нямат по-ниски резултати от децата, посещавали нормална детска градина. Напротив, те дори са малко по-добре оценявани от тях.
Тъй като в повечето горски детски градини децата не играят с обикновени играчки с ясно обозначено значение, а с предмети от природата, те се развиват по-добре в езиково отношение. Това се дължи на факта, че децата по-често комуникират върху значението на предметите и играта.
Също така е установено, че дългото стоене на открито се отразява положително върху имунната система на децата.

## Още по темата
Пост за влиянието на горската детска градина върху развитието на децата Архив на оригинала от 2009-07-07 в Wayback Machine.

Пост за различните компетентностите, които развива горската детска градина у децата Архив на оригинала от 2009-07-07 в Wayback Machine.

Горска детска градина в село Бистрица
|  | Тази страница частично или изцяло представлява превод на страницата Waldkindergarten в Уикипедия на немски. Оригиналният текст, както и този превод, са защитени от Лиценза „Криейтив Комънс – Признание – Споделяне на споделеното“, а за съдържание, създадено преди юни 2009 година – от Лиценза за свободна документация на ГНУ. Прегледайте историята на редакциите на оригиналната страница, както и на преводната страница, за да видите списъка на съавторите. ВАЖНО: Този шаблон се отнася единствено до авторските права върху съдържанието на статията. Добавянето му не отменя изискването да се посочват конкретни източници на твърденията, които да бъдат благонадеждни. |